# Grote Prijs Raf Jonckheere 1980
De 30e editie van de Belgische wielerwedstrijd Grote Prijs Raf Jonckheere werd verreden op 28 juli 1980. De start en finish vonden plaats in Westrozebeke. De winnaar was Richard Bukacki, gevolgd door Alan Van Heerden en Gerhard Schönbacher.

## Uitslag
| Grote Prijs Raf Jonckheere 1980 |                     |                               |      |
| Plaats                          | Naam                | Ploeg                         | Tijd |
| Winnaar                         | Richard Bukacki     | HB Alarm Systemen             |      |
| 2                               | Alan Van Heerden    | Peugeot-Esso-Michelin         |      |
| 3                               | Gerhard Schönbacher | Marc-Carlos-V.R.D.-Woningbouw |      |

1951 · 1952 · 1953 · 1954 · 1955 · 1956 · 1957 · 1958 · 1959 · 1960 · 1961 · 1962 · 1963 · 1964 · 1965 · 1966 · 1967 · 1968 · 1969 · 1970 · 1971 · 1972 · 1973 · 1974 · 1975 · 1976 · 1977 · 1978 · 1979 · 1980 · 1981 · 1982 · 1983 · 1984 · 1985 · 1986 · 1987 · 1988 · 1989 · 1990 · 1991 · 1992 · 1993 · 1994 · 1995 · 1996 · 1997 · 1998 · 1999 · 2000 · 2001 · 2002 · 2003 · 2004 · 2005 · 2006 · 2007 · 2008 · 2009 · 2010 · 2011 · 2012 · 2013 · 2014 · 2015 · 2016 · 2017 · 2018 · 2019 · 2020 · 2021 · 2022